# Tóth Béla (atléta, 1945)
Tóth Béla (Budapest, 1945. július 13. – 2020. november 18.) magyar bajnok atléta, hosszútávfutó, edző, pedagógus.

## Élete
Tóth Béla és Gazsó Mária újságíró gyermekeként született. 1970-ben az Eötvös Loránd Tudományegyetem Bölcsészettudományi Karon (ELTE-BTK) angol–magyar középiskolai tanári, 1972-ben a Testnevelési Főiskolán edzői, 1981-ben ugyanott atlétika szakedzői diplomát szerzett. 1970-től a budaörsi Illyés Gyula Gimnázium tanára, 1989-től igazgatója volt (2005-ig). Budaörsön önkormányzati képviselőként is tevékenykedett.

## Pályafutása
1964–69 és 1975–80 között a MAFC, 1969 és 1973 között az Újpesti Dózsa, 1973 és 1975 között az MTK / MTK-VM atlétája volt. Nevelőedzője Ligetkuti Ákos és Simek Ferenc, edzői Iharos Sándor (1965–1970), Kelen János és Kertész Tibor (1971–1973) voltak.
1974-től edzőként dolgozott. 1974 és 1980 között a MAFC, 1980 és 1987 között  a Vasas, 1987-től a Budaörsi Diák SE futóedzője volt. Tanítványai közül Báthori Gábor, Mohácsi Péter és Bakos Enikő magyar bajnokok lettek.

## Egyéni csúcsai
- 01 500 m – 3:48.6 (1967)
- 05 000 m – 13:45.8 (1973)
- 10 000 m – 29:05.4 (1972)
- 20 000 m – 1:02:19.8 (1972)
- maratoni – 2:33:05.6 (1972)
- 1 órás futás – 19 289 m (1972)

## Sikerei, díjai
Magyar bajnokság
- bajnok (6): 1972 (3x: mezei, 10 000 m, 4 × 1 500 m), 1973 (2x: 10 000 m, csapat 5 000 m), 1974 (csapat kis mezei)
- 2. (4): 1969 (mezei), 1971 (10 000 m), 1972 (5 000 m), 1973 (mezei)
- 3: 1974 (mezei)
- Krakkó – mezei futás
  - 1.: 1968, 1969